# Фестиваль Роскілле
55°37′18″ пн. ш. 12°04′36″ сх. д. / 55.621666666667° пн. ш. 12.076666666667° сх. д.
Фестиваль у Роскілле — музичний фестиваль у Данії, започаткований у 1971 році двома старшокласниками та промоутером. Один із найбільших музичних фестивалів у Європі та найбільший у Нордичних країнах, що проводиться щорічно на південь від Роскілле. З 1972 року організацією фестивалю опікується фонд Roskilde — некомерційна організація з розвитку та підтримки музики, культури та гуманізму. У 2014 році Roskilde Foundation надав учасникам фестивалю можливість обирати напрямки розподілу коштів, зібраних під час фестивалю.
Фестиваль Roskilde був першим у Данії музично-орієнтованим фестивалем, створеним для хіпі, і сьогодні охоплює більшу частину основної молоді зі Скандинавії та решти Європи. Більшість відвідувачів фестивалю — данці, але є також багато відвідувачів з інших країн, особливо з інших скандинавських країн та Німеччини.

## Історія

### Започаткування

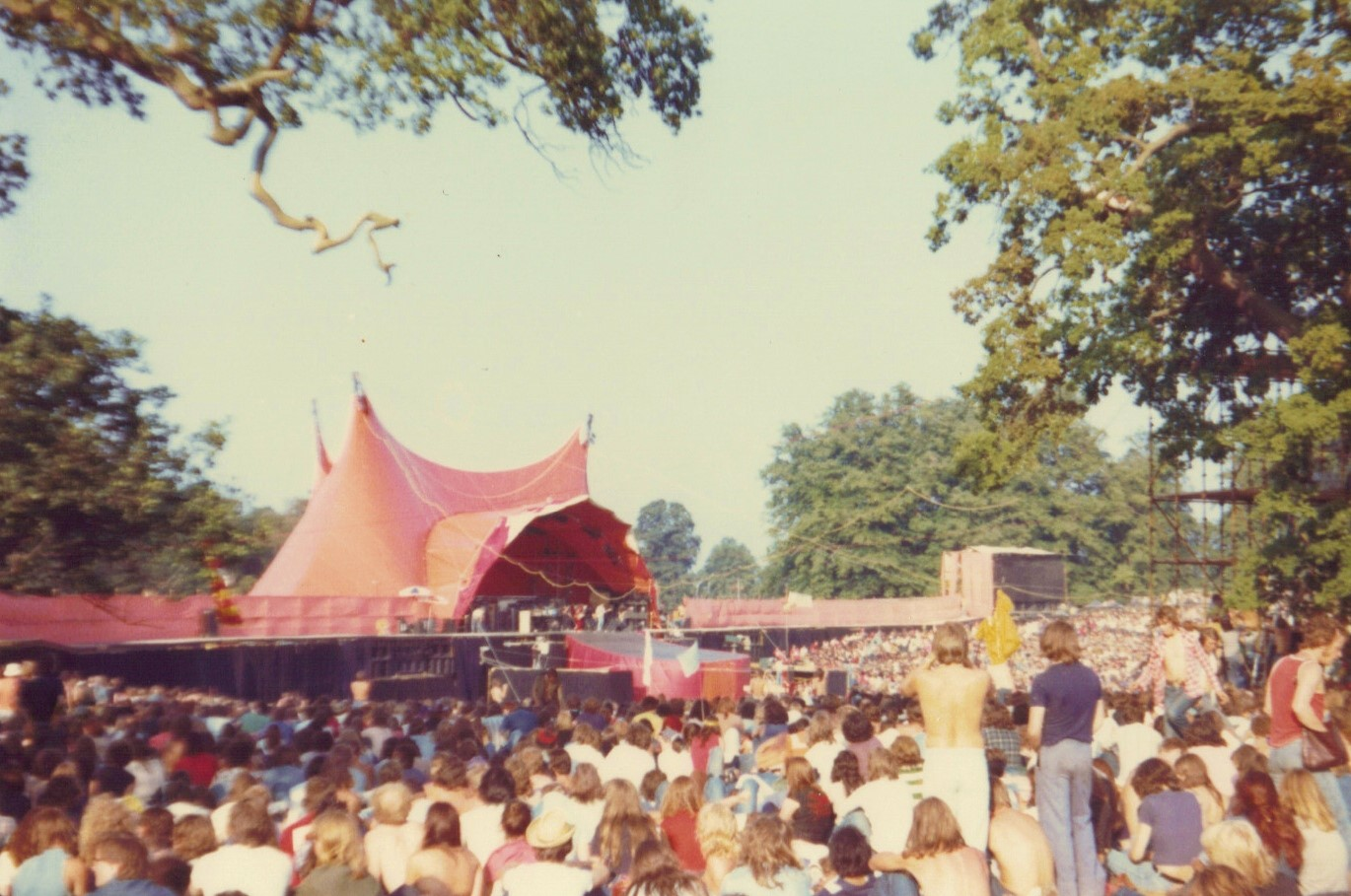
Помаранчева сцена, яку використовували Rolling Stones на ярмарку Небворт у 1976 році, перш ніж її придбав фестиваль Roskilde. Пізніше сцену було значно модернізовано.

Перший Фестиваль у Роскілле тривав два дні — з 28 по 29 серпня 1971 року, спочатку він називався Фестиваль звуку. Його започаткували двоє старшокласників Могенс Сандфер та Єспер Світцер Мьоллер, а також промоутер Карл Фішер. До цієї ідеї рнадихнули фестивалі та молодіжні зустрічі у Ньюпорті, Айл-оф-Вайті та Вудстоку. Перший фестиваль характеризувався, головним чином, поганим менеджментом, але його підтримали глядачі завдяки великому ентузіазму організаторів. У перший рік фестивалю на одній сцені виступили приблизно 20 гуртів у різноманітних жанрах: фольк, джаз, рок та поп перед приблизно 10 000–13 000 відвідувачами. Через брак часу та коштів двоє старшокласників-засновників відмовилися від проведення, а наступного року фестиваль під назвою Fantasy Festival організували некомерційна організація Roskilde Foundation та американський фолк-співак Тоні Буш. Фонд брав участь у міському фестивалі Роскілле з 1932 року і мав необхідні досвід та підтримку. На відміну від першого року, фестиваль 1972 року став прибутковим, і фонд зміг пожертвувати 50 000 DKK (що дорівнює прибл. 330 000 DKK у цінах 2020 року) на розвиток місцевих проєктів для дітей та молоді. До фестивалю 1972 року було залучено багато волонтерів, і це, поряд з некомерційністю, стане візитною карткою майбутніх фестивалів. З 1973 року за організацію фестивалю відповідає лише Roskilde Foundation (сьогодні відомий як Roskilde Festival Group).
У 1978 році організатори фестивалю придбали Canopy Scene, помаранчеву музичну сцену, яку раніше використовували The Rolling Stones під час свого європейського туру. З самого початку Canopy Scene та її характерні арки стали добре відомим символом і логотипом фестивалю. 

### Розширення та професіоналізація

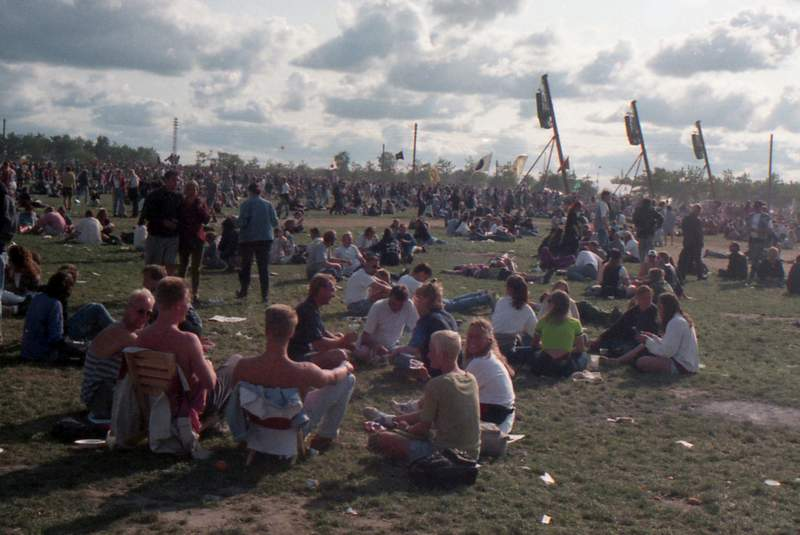
Глядачі фестивалю в 1995 році — уперше коли захід відвідало понад 100 000 гостей

На початку 1980-х років фестиваль був великим і добре налагодженим, але робоче навантаження стало непідйомним для організації, яка складалася лише з волонтерів. Було вирішено, що потрібна професійна рада директорів і люди в кількох інших сферах. Тим не менш, фестиваль залишається некомерційним і досі значною мірою відбувається завдяки тисячам волонтерів.
З 1980-х років відбулося розширення музичних жанрів, представлених на фестивалі, і було додано більше сцен. Організатори продовжили свою історію найму великих міжнародних гуртів, місцевих гуртів і перспективних гуртів, як, наприклад, U2 у 1981 році У 1990-х роках на фестивалі з'явилася електронна музика. У 1991 році відбувся уперше Club Roskilde - танцювальний клуб електронної музики, який проводився вечорами. У 1995 році виконавці електронної музики отримали власну сцену. У наступні роки було створено ще більше місця для електронної музики завдяки створенню зони відпочинку та Roskilde Lounge. Відтоді на головній сцені з'являлися такі виконавці, як Fatboy Slim, The Prodigy, Basement Jaxx та Chemical Brothers. 
До 1990-х років кількість пропонованих квитків була обмежена, а пізніше навіть зменшена. Завдяки стабільному зростанню популярності фестивалю кількість відвідувачів зросла до 125 тис. Крім того, було додано 90 000 квитків для близько 25 000 волонтерів, 5 000 медійників та 3 000 артистів. Щоб зберегти якість фестивалю, його організатори вирішили обмежити кількість учасників. Відстань від крайньої частини кемпінгу до сцен дирекції фестивалю стала невиправдано великою. Фестиваль став настільки популярним, що в 1994 році керівництво фестивалю вирішило розширити фестивальну зону на захід, забезпечивши більше простору, не збільшуючи відстані між кемпінгами та концертними майданчиками. Фестивальне містечко тепер було розділене малою залізницею на дві частини. У 1995 році фестиваль урочисто відкрив власну залізничну станцію, для полегшення приїзду відвідувачів. У 1997 році був побудований ще один намет під назвою Roskilde Ballroom. Якщо відвідувачів Фестивалю Роскілле включити до населення Роскілле, то місто стане четвертим за величиною містом у Данії.
У 2000-х все більше уваги приділялося сліду фестивалю. У 2017 році 90 відсотків їжі, що продавалася в продуктових кіосках на фестивалі, були органічними, а також було запроваджено систему зберігання контейнерів (розширену порівняно з тією, яка вже існує в Данії), що призвело до повернення понад восьми мільйонів одиниць товару лише за один фестиваль. Існують програми ефективного сортування сміття, підвищення рівня переробки та зменшення кількості сміття. Партнерство з DSB дозволило отримати пряме залізничне сполучення між центральним вокзалом Копенгагена та станцією Roskilde Festival, завдяки чому до майданчика фестивалю легше дістатися громадським транспортом.

## Етапи

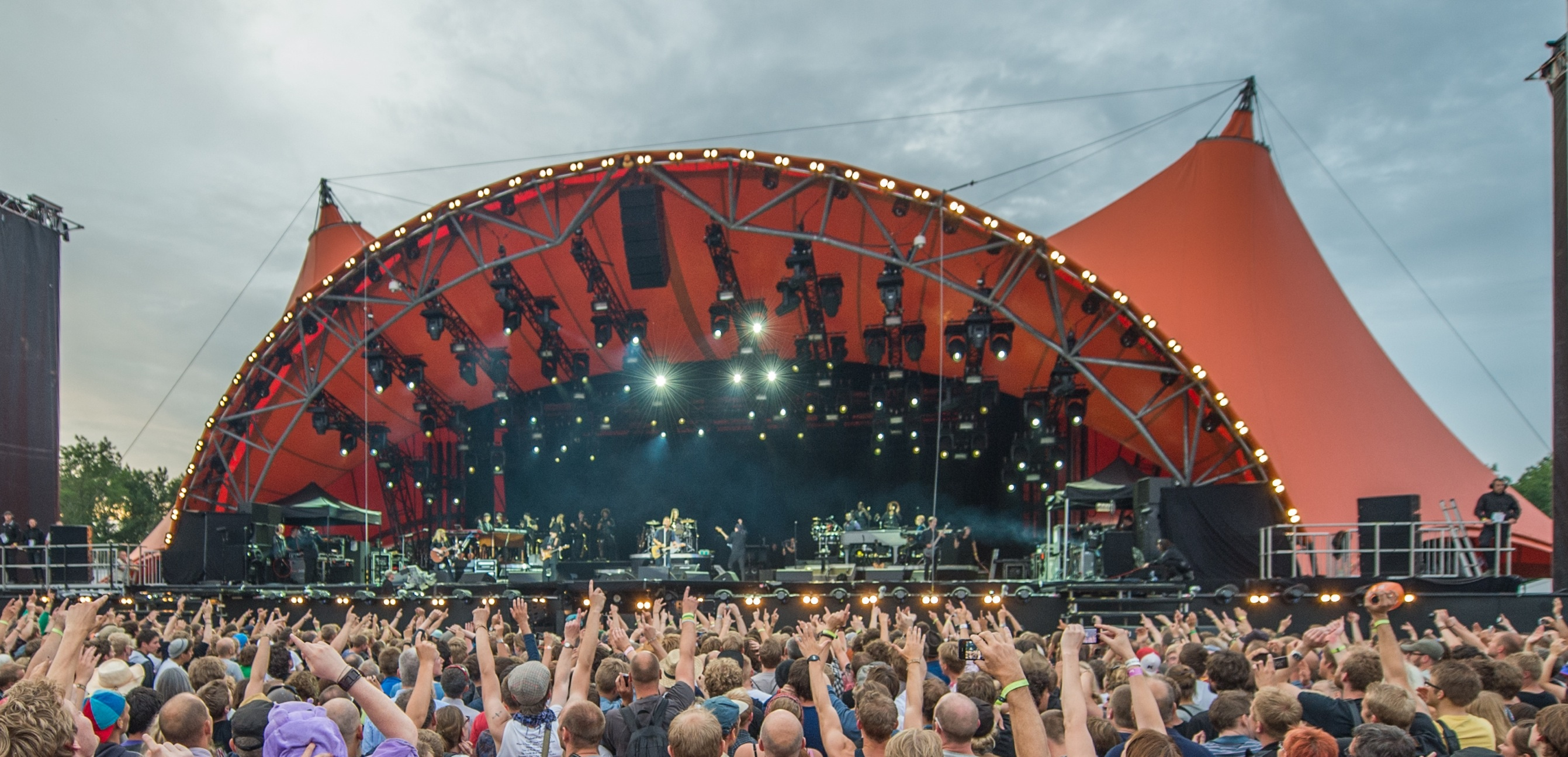
Американський вокаліст Брюс Спрінгстін виступає на Orange Stage у 2012 році

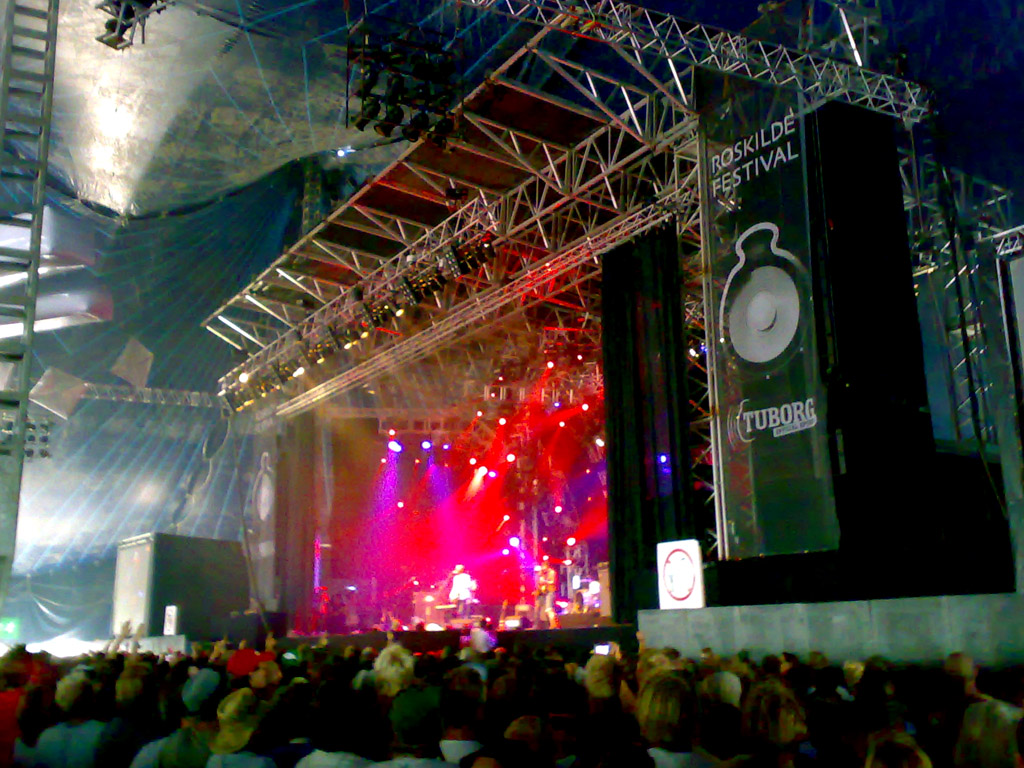
Американський рок-гурт Band of Horses виступає на сцені Арени у 2008 році

Організатори здійснюють підбір гуртів, представлених на фестивалі Roskilde, намагаючись збалансувати появу відомих артистів, передових артистів усіх сучасних жанрів, популярних виконавців, які подобаються публіці, а також місцевих скандинавських хедлайнерів і ряду перспективних імен.
До 2003 року сцени називалися за кольором, але оскільки назви не збігалися з фактичним кольором наметів протягом певного періоду, було вирішено перейменувати всі сцени, крім Помаранчевої сцени, центральної та головної сцени. Помаранчева сцена відкрита перед величезним полем, тоді як інші намети охоплюють всю аудиторію, найбільшою з яких є сцена Арена (раніше відома як Green Stage), найбільший намет в Європі з офіційною місткістю 17 000 осіб. Під час февтивалю 2007 року з'явилися два нових намети, замість Ballroom (1997—2006), де виступали переважно представники етнічної музики, та Metropol (2003—2006), де можна було слухати переважно гурти, що грають електронну музику. У 2010 році дві сцени, Astoria (з 2007 року) та Lounge, не розгорнули через бажання зменшити кількість гуртів у бік відомих. У 2014 році сцену Odeon було також відмінено разом із навколишніми закладами екологічного харчування, а територію замінили попередньо заброньованими наметами для гостей фестивалю, які бажають не привозити свої.
Музика на фестивалі має такі стилі, як рок, хіп-хоп, метал, урбан, електроніка та сучасна музика третього світу. Вже стало традицією відкривати Orange Stage у перший день фестивалю виступом данського колективу. Часто відбуваються нові вистави, демонструються кіномузика та опери тощо.
Крім музики, на фестивальному майданчику завжди виступає трупа запрошеного театру та «самотні виступи». Місцевість і намети завжди прикрашають різними способами. Нинішні намети:
| Творчий псевдонім | Рік введення | Місткість | Основні жанри                                        | Замінено        |
| ----------------- | ------------ | --------- | ---------------------------------------------------- | --------------- |
| Помаранчевий      | 1978 рік     | 60 000+   | все                                                  | Велика сцена    |
| Арена             | 2003 рік     | 17 000    | все                                                  | Зелена сцена    |
| Авалон            | 2014 рік     | 6000      | Хіп-хоп, електроніка, міська світова музика, метал   | Космополь/Одеон |
| Аполлон           | 2012 рік     | 5000      | електроніка                                          |                 |
| Павільйон         | 2003 рік     | 2000      | Змішаний, переважно роковий                          | Синій етап      |
| Глорія            | 2011 рік     | 1000      | змішаний                                             |                 |
| Інший             |              |           |                                                      |                 |
| Зворотний відлік  | 2012 рік     | 5000      | електроніка                                          |                 |
| Підйом            | 2014 рік     | 5000      | Змішаний — лише перспективні скандинавські виконавці | Павільйон Юніор |
| схід              | 2017 рік     |           |                                                      |                 |

## Кемпінг
Фестивальний кемпінг займає майже 80 гектарів, доступ до якого входить у вартість квитка. Зазвичай він відкривається в суботу вдень перед самим фестивалем. Крім невеликого окремого кемпінгу South, він поділений на дві зони, східну та західну, кожна з яких містить сервісний центр із різними закладами, починаючи від продуктових кіосків і закінчуючи кінотеатром. Кемпінг також поділений на «агори» в яких розташовані туалети, розміщені зарядки для мобільних телефонів і камери зберігання багажу. Вони також проводять заходи відповідно до теми кожної агори. 
Станом на 2018 рік встановлено нову систему розміщення глядачів. Це означає, що всі гості, які прибувають першими, заповнюють 7 рядів системи (по 1000 осіб у кожному). За ним велике поле, на якому залишилися гості. У суботу о 16:00 з інтервалом приблизно в 90 секунд почергово відкривають для заповнення кожного ряду. Після заповнення цих рядів, гості, що залишилися позаду, можуть вільно увійти в кемпінг. Концертні майданчики відкриваються лише наступного дня.
Щороку, починаючи з 1999 року, фестиваль стартує у суботу. В 2015, 2016 та 2017 роках він проходив у четвер. Roskilde Festival Radio організовує пробіжку голими по обгородженій доріжці навколо табору. Один переможець і одна переможниця отримують квитки на фестиваль наступного року. Згодом пробіг став дуже популярною та «легендарною» частиною фестивалю.

## Газета

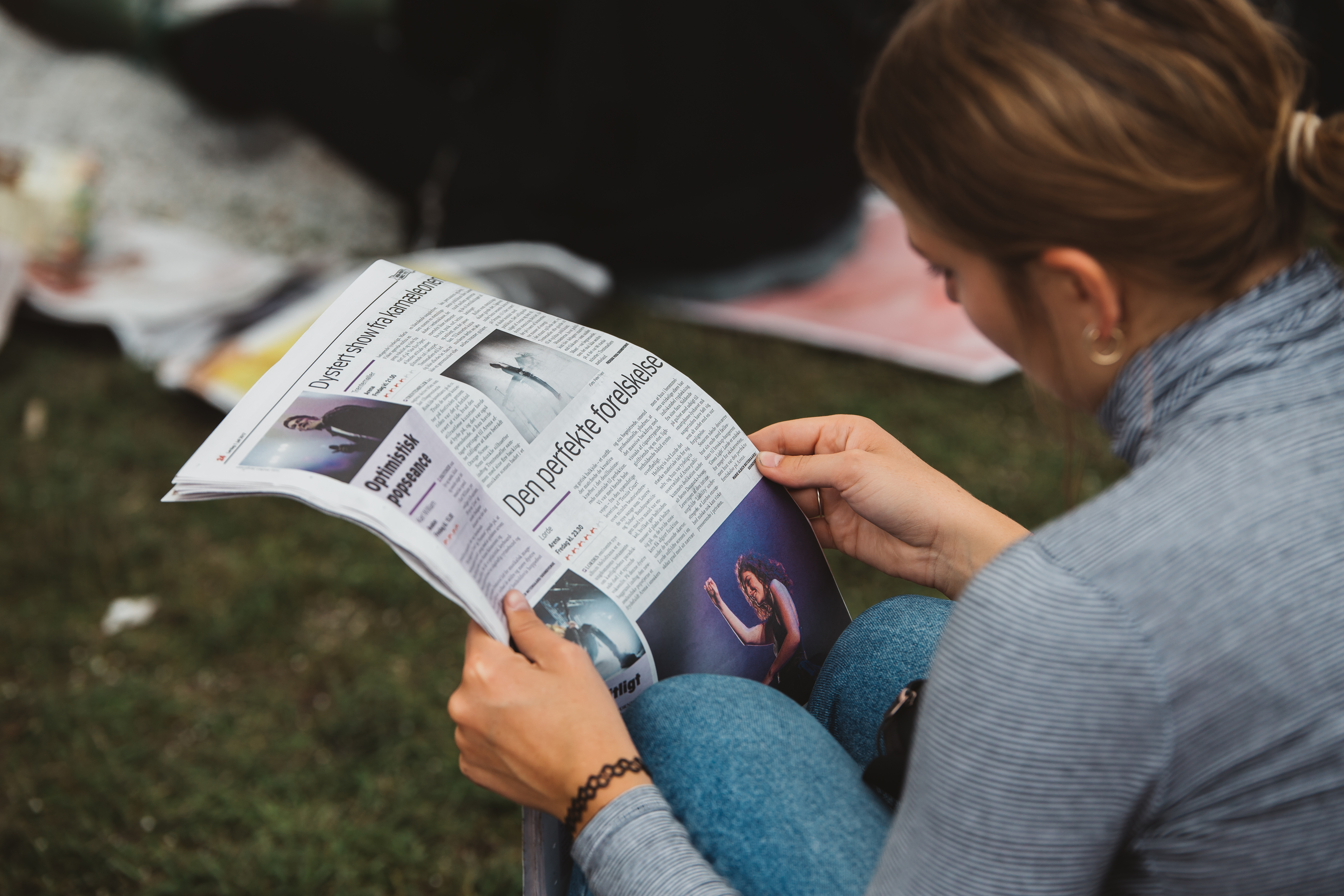
Фестивальщик читає Orange Press

Orange Press (названа на честь головної сцени) — це газета, яка спеціально висвітлює події, пов'язані лише з фестивалем. Вперше започаткована у 1995 роц газета має понад 70 журналістів, фотографів та музичних оглядачів. Вона публікується щодня протягом фестивалю та доступна онлайн, а на місці фестивалі її роздають безкоштовно.

## Історія за роками

### 1971—2022
| #  | Рік  | Дата                | Гості         | Хедлайнери | Вартість квитка в DKK |
| -- | ---- | ------------------- | ------------- | --- | --------------------- |
| 1  | 1971 | 28–29 серпня        | 10,000–13,000 | Strawbs, Gasolin', Mick Softley, Sebastian | 30                    |
| 2  | 1972 | 30 червня — 2 липня | 15,000        | The Kinks, Sha Na Na, Family | 40                    |
| 3  | 1973 | 29 червня — 1 липня | 15,000        | Canned Heat, Gasolin', Fumble, Fairport Convention | 40                    |
| 4  | 1974 | 28–30 червня        | 21,500        | Status Quo, The Incredible String Band, The Savage Rose, Camel | 50                    |
| 5  | 1975 | 27–29 червня        | 26,000        | Ravi Shankar, Focus, Mickey Baker, Procol Harum | 55                    |
| 6  | 1976 | 2–4 липня           | 32,500        | Weather Report, Steeleye Span, Dr. Hook, Magma, Alan Stivell | 60                    |
| 7  | 1977 | 1–3 липня           | 31,000        | The Chieftains, The Jack Bruce Band, Ian Gillan Band, Dr. Feelgood | 80                    |
| 8  | 1978 | 30 червня — 2 липня | 36,500        | Bob Marley and The Wailers, SBB, Dave Swarbrick, Elvis Costello | 100                   |
| 9  | 1979 | 29 червня — 1 липня | 40,000        | Jeff Beck & Stanley Clarke, Talking Heads, Taj Mahal | 110                   |
| 10 | 1980 | 27–29 червня        | 50,100        | Santana, Joan Armatrading, Dan Ar Bras, Steel Pulse | 130                   |
| 11 | 1981 | 26–28 червня        | 51,500        | Ian Dury, Robert Palmer, UB40, Toots &amp; the Maytals, Saga | 150                   |
| 12 | 1982 | 2–4 липня           | 57,500        | U2, Mike Oldfield, Osibisa, Jackson Browne | 170                   |
| 13 | 1983 | 1–3 липня           | 60,600        | Simple Minds, 10cc, Marillion, Southside Johnny, King Sunny Adé | 200                   |
| 14 | 1984 | 29 червня — 1 липня | 64,800        | Lou Reed, Paul Young, The Band, The Smiths (cancelled), Björn Afzelius, Club Karlsson                                                                                             | 210                   |
| 15 | 1985 | 28–30 червня        | 53,500        | Leonard Cohen, Paul Young, Ramones, The Style Council, The Clash, Indochine, The Cure                                                                                             | 240                   |
| 16 | 1986 | 4–6 липня           | 56,900        | Eric Clapton, Metallica, Phil Collins, Madness, Elvis Costello | 390                   |
| 17 | 1987 | 3–5 липня           | 58,700        | Iggy Pop, Europe, The Pretenders, Van Morrison, The Flaming Lips, Sonic Youth | 320                   |
| 18 | 1988 | 30 червня — 3 липня | 62,100        | Sting, INXS, Bryan Adams, Leonard Cohen, Toto | 340                   |
| 19 | 1989 | 30 червня — 2 липня | 56,300        | Elvis Costello, Joe Cocker, Katrina & The Waves | 390                   |
| 20 | 1990 | 28 червня — 1 липня | 70,600        | Bob Dylan, The Cure, Gorky Park, Midnight Oil, Sinéad O'Connor | 445                   |
| 21 | 1991 | 27–30 червня        | 60,500        | Iron Maiden, Winger, Billy Idol, Iggy Pop, Allman Brothers Band, Paul Simon, Primus                                                                                               | 490                   |
| 22 | 1992 | 25–28 червня        | 64,500        | Nirvana, Megadeth, Texas, Pearl Jam, Faith No More, David Byrne, Phish | 540                   |
| 23 | 1993 | 1–4 липня           | 76,500        | Ray Charles, Velvet Underground, Bad Religion | 540                   |
| 24 | 1994 | 30 червня — 3 липня | 90,000        | Aerosmith, Rage Against the Machine, ZZ Top, Peter Gabriel | 540                   |
| 25 | 1995 | 29 червня — 2 липня | 111,000       | Bob Dylan, Silverchair, Elvis Costello, The Cure, Suede, R.E.M., The Offspring, Van Halen, Oasis (+ Shane MacGowan and The Popes)                                                 | 600                   |
| 26 | 1996 | 27–30 червня        | 115,000       | David Bowie, Sex Pistols, The Flaming Lips, Rage Against the Machine | 700                   |
| 27 | 1997 | 26–29 червня        | 115,000       | Radiohead • Silverchair • Isaac Hayes • Smashing Pumpkins • Mötley Crüe • Suede • Nick Cave and the Bad Seeds • David Byrne • Pet Shop Boys • Beck • John Fogerty • Sexteto Mayor | 750                   |
| 28 | 1998 | 25–28 червня        | 100,000       | Bob Dylan • Black Sabbath • Kraftwerk • Beastie Boys • The Verve • Portishead • Garbage                                                                                           | 810                   |
| 29 | 1999 | 1–4 липня           | 96,000        | R.E.M. • Placebo • Blur • Robbie Williams • Metallica • Suede • Marilyn Manson • Culture Club                                                                                     | 810                   |
| 30 | 2000 | 25 червня — 2 липня | 102,000       | Lou Reed • Iron Maiden • Oasis • Pearl Jam • The Cure • Willie Nelson • Nine Inch Nails • Pet Shop Boys • D-A-D • The The                                                         | 860                   |
| 31 | 2001 | 24 червня — 1 липня | 92,000        | Bob Dylan • Robbie Williams • Neil Young • Beck • Nick Cave and the Bad Seeds • Aqua • The Gathering • Tool                                                                       | 860                   |
| 32 | 2002 | 23–30 червня        | 100,000       | Red Hot Chili Peppers • Rammstein • Travis • Pet Shop Boys • Manu Chao • Garbage                                                                                                  | 950                   |
| 33 | 2003 | 22–29 червня        | 107,000       | Iron Maiden • Blur • Coldplay • Metallica • Massive Attack • Queens of the Stone Age • Björk • Dave Gahan • Zwan                                                                  | 1150                  |
| 34 | 2004 | 27 червня — 4 липня | 106,000       | David Bowie (cancelled) • Muse • Santana • Wu-Tang Clan • Iggy Pop • Avril Lavigne • N*E*R*D • Slipknot • KoRn                                                                    | 1150                  |
| 35 | 2005 | 26 червня — 3 липня | 97,000        | Black Sabbath • Brian Wilson • Foo Fighters • Green Day • Duran Duran • Snoop Dogg • D-A-D • Kent                                                                                 | 1250                  |
| 36 | 2006 | 25 червня — 2 липня | 110,000       | Bob Dylan • Guns N' Roses • Roger Waters • Morrissey • Tool • The Strokes • Kanye West • Franz Ferdinand • The Streets                                                            | 1350                  |
| 37 | 2007 | 1–8 липня           | 110,000       | The Who • Red Hot Chili Peppers • Muse • Beastie Boys • Queens of the Stone Age • Björk • Tiesto • Nephew                                                                         | 1475                  |
| 38 | 2008 | 29 червня — 6 липня | 93,000        | Kings of Leon • Radiohead • Jay-Z • Neil Young • Judas Priest • Slayer • The Chemical Brothers • Grinderman • My Bloody Valentine                                                 | 1650                  |
| 39 | 2009 | 28 червня — 5 липня | 110,000       | Coldplay • Oasis • Kanye West • Nine Inch Nails • Faith No More • Nick Cave & The Bad Seeds • Pet Shop Boys • Slipknot • Trentemøller                                             | 1785                  |
| 40 | 2010 | 27 червня — 4 липня | 125,000       | Prince • Gorillaz • Muse • The Prodigy • Patti Smith • Them Crooked Vultures • Jack Johnson • Nephew                                                                              | 1675                  |
| 41 | 2011 | 30 червня — 3 липня | 130,000       | Iron Maiden • Kings of Leon • Arctic Monkeys • Mastodon • M.I.A • PJ Harvey • The Strokes • Portishead                                                                            | 1725                  |
| 42 | 2012 | 30 червня — 8 липня | 110,000       | Bruce Springsteen • The Cure • Björk • Bon Iver • Mew • The Roots • Jack White | 1790                  |
| 43 | 2013 | 29 червня — 7 липня | 110,000       | Metallica • Kraftwerk • The National • Queens of the Stone Age • Rihanna • Volbeat • Sigur Rós • Slipknot                                                                         | 1910                  |
| 44 | 2014 | 29 червня — 6 липня | 133,000       | The Rolling Stones • Stevie Wonder • Arctic Monkeys • Damon Albarn • Drake (cancelled) • Major Lazer • Outkast • Trentemøller                                                     | 1910                  |
| 45 | 2015 | 27 червня — 4 липня | 130,000       | Paul McCartney • Noel Gallagher's High Flying Birds • Florence and the Machine • Kendrick Lamar • Mew • Muse • Pharrell Williams • Nicki Minaj • Disclosure                       | 1940                  |
| 46 | 2016 | 25 червня — 3 липня | 130,000       | LCD Soundsystem • Macklemore &amp; Ryan Lewis • MØ • Neil Young+Promise of the Real • New Order • PJ Harvey • Red Hot Chili Peppers • Tame Impala • Tenacious D • Wiz Khalifa     | 1995                  |
| 47 | 2017 | 24 червня — 1 липня | 130,000       | A Tribe Called Quest (cancelled) • Foo Fighters • Arcade Fire • Justice • Blink-182 (cancelled) • Moderat/Modeselektor • Solange • Trentemøller • Ice Cube • The Weeknd • Lorde   | 1995                  |
| 48 | 2018 | 30 червня — 7 липня | 130,000       | Eminem Bruno Mars David Byrne Gorillaz Nephew C.V. Jørgensen First Aid Kit Fleet Foxes Mogwai Stormzy Vince Staples Nine Inch Nails Nick Cave & the Bad Seeds                     | 2100                  |
| 49 | 2019 | 29 червня — 6 липня | 130,000       | Bob Dylan Cardi B Travis Scott MØ Robert Plant and the Sensational Space Shifters Robyn Wu-Tang Clan Vampire Weekend Underworld The Cure Janelle Monáe                            | 2100                  |
| 50 | 2020 | 28 червня — 4 липня | Cancelled     | Taylor Swift Deftones Kendrick Lamar Faith No More Kacey Musgraves Tyler, The Creator FKA Twigs Thom Yorke Tomorrow's Modern Boxes The Strokes Haim Thomas Helmig Malk De Koijn   | 2250                  |
| 51 | 2021 | 27 червня — 3 липня | Cancelled     | Kendrick Lamar The Strokes Tyler, the Creator Faith No More | 2250                  |
| 52 | 2022 | 25 червня — 2 липня | 130,000+      | Post Malone Dua Lipa Tyler, the Creator Haim St. Vincent | 2250                  |

### Тиснява у 2000 році
Під час концерту рок-гурту Pearl Jam на Orange Stage 30 червня 2000 року сталася тиснява. Дев'ятеро людей (лише чоловіки) загинули, 26 отримали поранення, троє з них були у важкому стані. Загиблими були 26-річний німець, 23-річний голландець, 24-річний австралієць (який помер через кілька днів у лікарні), троє шведів, двоє у віці 22 років і один 20 років та троє датчан, один віком 22 роки та двоє віком 17 років
Концерт розпочався пізно ввечері близько 22:30 за центральноєвропейським часом і мав аудиторію близько 50 000, що є досить традиційною кількістю для великих концертів на цій сцені. Приблизно через півгодини після початку концерту багато людей впали у натовпі, насамперед через серію хвилеподібних рухів глядачів, через намагання деяких активних глядачів підійти ближче до сцени. Коли ті, що впали через тисняву відразу не змогли піднятися, на них почали падати інші, зокрема крауд-серфери першими почали падати в цю «ямку» розміром кілька метрів. Люди, що впали першими та опинилися на землі, померли від асфіксії, ймовірно, протягом п'яти хвилин. У день інциденту також йшов сильний дощ, через що грунт міг бути слизьким.
Більшість людей, які впали, знаходилися неподалік від сцени, але спочатку їх не помітили охоронці через щільний натовп. Деякі з відвідувачів концерту, яких підняли через шлагбаум на сцену, розповіли охороні про серйозність ситуації, що склалася позаду. Гурт, який виступав на той час, через цю ситуацію припинив музику, намагаючись вмовити натовп відступити назад. Їм це вдалося, але знадобилося ще кілька хвилин, перш ніж дістали всіх жертв.
Постраждалих відвезли до сусіднього медичного намету, де їм надали допомогу медсестри та лікарі, але дехто вже помер. Потерпілих, які потребували подальшої медичної допомоги, згодом транспортували на машинах швидкої допомоги до лікарні Роскілле, близько 2 км з майданчику концерту. Жоден із загиблих не перебував у стані наркотичного сп'яніння та в стані алкогольного сп'яніння. У районі, де сталося основне падіння, кільком жінкам допомогли раніше, тому що вони нервували через штовханину та натовп серферів; це може пояснити, чому всі загиблі люди були чоловіками. Через масштабність концерту деякі глядачі зрозуміли, наскільки все серйозно, лише після того, як покинули зал.
Інші гурти в Roskilde скасували свої виступи, тоді як DAD (неофіційний «домашній гурт» фестивалю), який мав провести фінальний концерт фестивалю, вирішив змінити його на ліричний концерт пам'яті для тих людей, які ще залишалися на фестивалі. Цей інцидент окремо розслідували поліція, прокуратура та наступні цивільні судові процеси. Слідчі всіх правоохоронних органів прийшли до думки, що тиснява сталася випадково, тому ніхто не поніс кримінальної відповідальності. Хоча задовгий час реагування охорони та організаторів з моменту падіння людей до їх порятунку піддавався критиці.
До цього в Роскілле не було серйозних інцидентів, і він загалом вважався досить безпечним фестивалем. Після детального аналізу було впроваджено кілька нових заходів, таких як більша зона безпеки з додатковими аварійними виходами перед сценою, більше «жорстких» і «м'яких» систем для контролю кількості людей, допущених на кожен концерт, більше вільного простору. поділ між аудиторіями з окремими входами / виходами, розширена система відеоспостереження, що полегшує раннє виявлення потенційних проблем, більше охоронців серед аудиторії, аварійна система, за допомогою якої працівники служби безпеки можуть зупинити весь концерт одним натисканням кнопки, і ланцюжок керування було посилено. Щороку Фестиваль у Роскіле проводить новий огляд безпеки. Було створено мережу безпеки європейських фестивалів і концертів разом із експертами («Група YES»), та багато заходів, запроваджених у Роскілле, пізніше були запроваджені в інших місцях. Оскільки краудсерфінг, здається, був одним із провокуючих факторів, згодом його заборонили на багатьох фестивалях у Європі. Частково через тисняву та загибель людей в Роскіллі фестиваль Гластонбері у Великій Британії було скасовано у 2001 році для впровадження додаткових заходів безпеки.
У пісні Pearl Jam «Love Boat Captain» згадується трагедія в рядку «Lost nine friends we'll never know… two years ago today». Під час концертного виконання соліст Едді Веддер змінює текст, щоб відобразити час, що минув після трагедії. До відкриття фестивалю 2001 року був виготовлений меморіал загиблим у 2000 році з каменем з написом «Які ми крихкі» (цитата з пісні Стінга « Fragile») в оточенні дев'яти дерев (за кількістю загиблих). На офіційному відкритті фестивалю 2010 року (10-річчя трагедії) співачка Патті Сміт провела коротку передконцертну церемонію, віддавши таким чином данину використанням музики Моцарта. Потім її провідний гітарист Ленні Кей зачитав імена дев'яти загиблих чоловіків, а Сміт кинула дев'ять троянд у натовп.

### 2005 рік

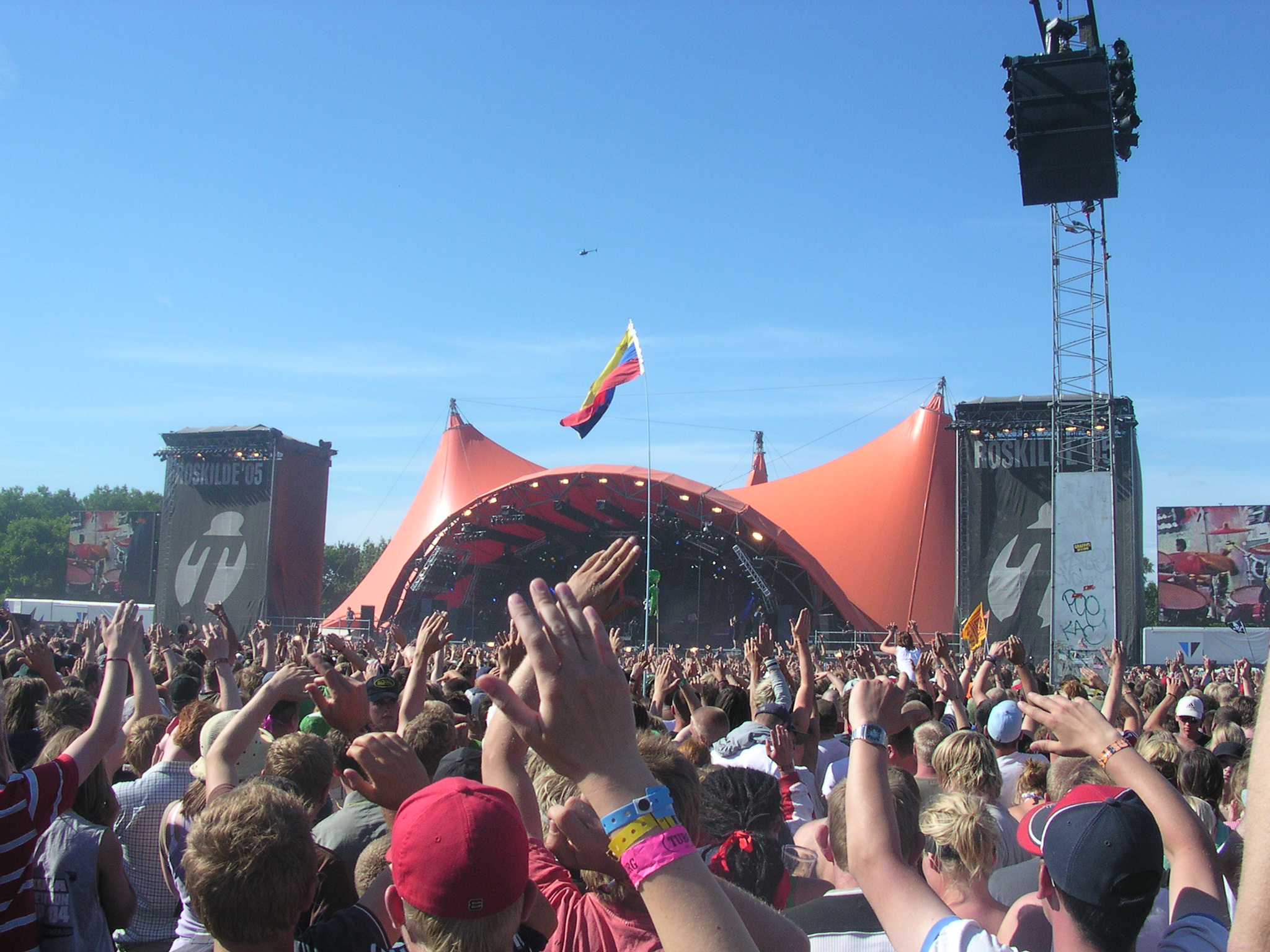
Фестиваль у Роскіллі 2005 року — виступ репера Снуп Доґ на Orange Stage

У фестивалі 2005 року брали участь такі артисти та гурти, як Audioslave, Autechre, Snoop Dogg, Black Sabbath, DAD, Duran Duran, Foo Fighters, Green Day, Brian Wilson, Fantômas, Kent, Sonic Youth, Interpol та понад 160 інших гуртів та діджеїв. Цей рік також був великим контрастом з попереднім роком відносно погоди. Весь тиждень було жарко та сонячно. 

### 2006 рік
З більш ніж 79 000 платними відвідувачами (а також приблизно 20 000 волонтерами, які працювали у денний час), фестиваль 2006 року став одним з найбільших у Європі за рік. Оскільки лише один день лив дощ, а решта тижня була сонячною, цей фестиваль також вважається фестивалем із вдалими погодними умовами. Зміни порівняно з попереднім роком включали нове озеро для купання, яке виявилося дуже вдалим завдяки теплій і сонячній погоді, і лаунж-сцену під назвою Bar'n. Деякі з виконавців: Боб Ділан, Immortal Technique, Роджер Вотерс, Guns N' Roses, Tool, The Strokes, Deftones, Morrissey, Franz Ferdinand, Kanye West, Placebo, Bullet for My Valentine, Arctic Monkeys, Sigur Rós та The Streets. Відкривав Orange Stage данський гурт Magtens Korridorer. 

### 2007 рік
Під час фестивалю Roskilde 2007 року випало 46 мм опадів. До цього такий антирекорд (43 мм) був у 1997 році. Повна програма була презентована 19 квітня 2007 року, коли виступили такі гурти, як Muse, Queens of the Stone Age, Björk, Beastie Boys, My Chemical Romance, Arctic Monkeys, The Who, Red Hot Chili Peppers, The Killers, Tiësto, Nephew і LOC. Orange Stage відкрив данський гурт Volbeat. 

### 2008 рік
Фестиваль Roskilde 2008 був сухим, за винятком 10-хвилинної зливи в суботу 5 липня та дощу, який почався близько 22:00 у неділю 6 липня. Весь фестиваль світило сонце. Повна програма була презентована 16 квітня 2008 року та включала Jay-Z, The Chemical Brothers, Band of Horses, Duffy, Kings of Leon, Neil Young, Radiohead, Grinderman, My Bloody Valentine, Gnarls Barkley, Girl Talk, The Dillinger Escape Plan, The Streets, Judas Priest, Slayer, Tina Dickow та Hellacopters. 

### 2009 рік
Петтер виступав на фестивалі, а на сцені були відомі гості, такі як Ді Пі з Rockers By Choice і LOC, Nine Inch Nails, Kanye West, Nick Cave and the Bad Seeds, Oasis, Coldplay, Faith No More, The Mars Volta, Volbeat, Slipknot, Лілі Аллен та Pet Shop Boys, Malk de Koijn, Trentemøller та Jooks.

### 2010 рік
Найвідомішими учасниками 2010 року були Gorillaz, Nephew, Them Crooked Vultures, Alice In Chains, Dizzy Mizz Lizzy, The Prodigy, Muse, Kashmir, Prince та Motörhead. Погода на фестивалі 2010 року була теплою та сонячною.

### 2011 рік
У 2011 році перші кілька днів була гарна погода, але в четвер-п'ятницю пройшов сильний дощ. Квитки були розпродані, а прогнозований прибуток склав близько 10 мільйонів данських крон. На відкритті Orange Stage виступив данський гурт Veto, а на закритті — американський рок-гурт Kings of Leon. 2 липня 35-річна німкеня загинула після того, як вона, очевидно намагаючись дражнити охоронців, переповзла через бар'єр безпеки та випадково впала з 26-метрової вежі Tuborg (згодом вежу було повністю демонтовано).

### 2013 рік
На фестивалі 2013 року брали участь такі виконавці, як Metallica, Sigur Rós, Volbeat, Kvelertak, Goat, Queens of the Stone Age, C2C, Daedelus, Slipknot, Disclosure, Chase and Status, Baauer, Holy Other, Jam City, Vatican Shadow та When Saints Go Machine та Ріанна.

### 2017 рік

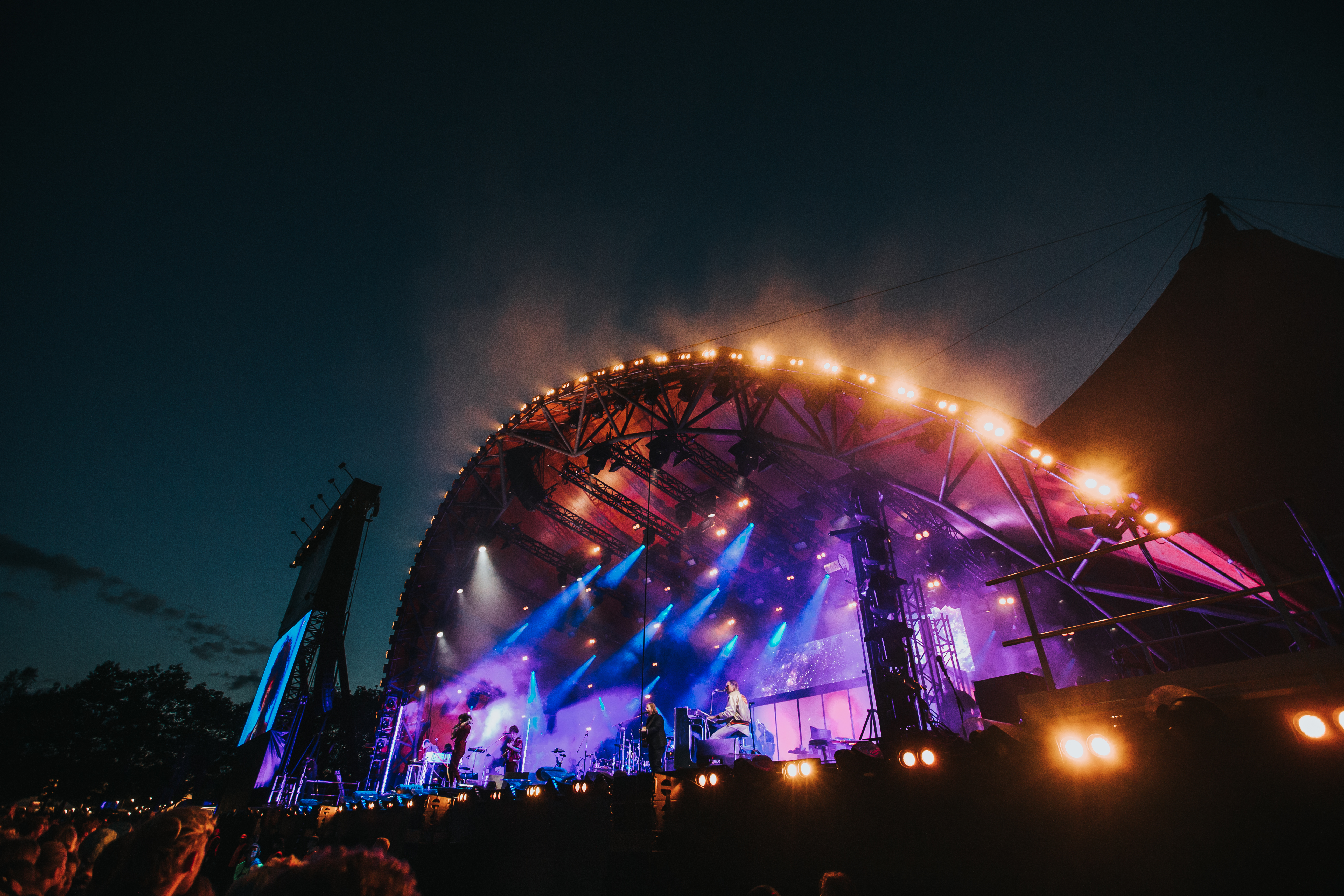
Виступ Arcade Fire під час фестивалю 2017 року.

На фестивалі 2017 року брали участь такі гурти, як Foo Fighters, Arcade Fire, The Weeknd, The xx, Ice Cube, Justice, Moderat, Solange, Lorde та Trentemøller.

### 2018 рік
На фестивалі 2018 року брали участь такі виконавці, як Joey Badass, Black Star, David Byrne, Nick Cave and the Bad Seeds, Descendents, Eminem, Fever Ray, First Aid Kit, Fleet Foxes, Four Tet, Ben Frost, Charlotte Gainsbourg, Gorillaz, Interpol, CV Jørgensen, Khalid, Dua Lipa, Chelsea Manning, Bruno Mars, Massive Attack, Mogwai, Pablo Moses, My Bloody Valentine, Nephew, Nine Inch Nails, Odesza, Anderson Paak & The Free Nationals, Mike Skinner, St. Vincent, Vince Staples, Stone Sour, Stormzy, The Minds of 99, Алекс Варгас та When Saints Go Machine.

### 2019 рік
На фестивалі 2019 року, в якому брали участь понад 170 артистів, були представлені такі виконавці, як Tears for Fears, The Cure, Боб Ділан, Роберт Плант, Тревіс Скотт, Ноель Галлахер, Карді Бі, Сайпрес Гілл, Нене Черрі, Розалія, Testament, Філіп Г. Ансельмо та нелегали Ульвер і Бегемот.

### 2020 рік
На фестивалі 2020 року анонсували виступ таких виконавців, як Тейлор Свіфт, Deftones, Том Йорк та інших. Традиційний захід мав стартувати 1 липня, але був скасований через пандемію COVID-19.